# Artémis Domaines
Artémis Domaines est une filiale de la société Artémis détenue par la famille Pinault. Créé en 1993, Artémis Domaines regroupe des vignobles situés dans le Bordelais, la Bourgogne, la vallée du Rhône, la Champagne, en Californie dans la vallée de Napa et en Oregon.
Les vignobles possédés sont :
- dans le Bordelais :
  - Château Latour (Pauillac)[2] ;
- en Bourgogne :
  - Clos de Tart (Morey-Saint-Denis)[3] ;
  - Domaine d'Eugénie (Vosne-Romanée)[4] ;
  - Bouchard Père & Fils (à Beaune)[5] ;
- dans la vallée du Rhône :
  - Château Grillet[6] ;
- en Champagne : 
  - Champagne Jaquesson (à Dizy)[7] ;
- aux États-Unis : 
  - Eisele Vineyard (Napa Valley en Californie)[8] ;
  - Beaux-Frères (Oregon).